# Leonardo Benedetti
Leonardo Benedetti (La Spezia, 6 giugno 2000) è un calciatore italiano, centrocampista della Sampdoria.

## Carriera
Cresciuto nel settore giovanile dello Spezia, il 14 luglio 2018 firma il primo contratto con gli Aquilotti, di durata triennale; il 31 luglio passa in prestito biennale alla Sampdoria, che lo acquista a titolo definitivo nel 2019. Tornato quindi a titolo temporaneo allo Spezia, esordisce tra i professionisti il 21 settembre 2019, nella partita di campionato pareggiata per 2-2 contro il Perugia. Il 17 gennaio 2020 si trasferisce alla Vis Pesaro, il cui prestito viene rinnovato al termine della stagione.
Il 6 agosto 2021 viene ceduto all'Imolese, con cui conquista la salvezza ai play-out. L'8 luglio 2022 prolunga con la Sampdoria fino al 2026, passando pochi giorni dopo in prestito al Bari. Terminato il prestito al Bari, dove ha collezionato 35 presenze e 4 gol, rientra alla Sampdoria.

## Statistiche

### Presenze e reti nei club
Statistiche aggiornate al 18 agosto 2025.
| Stagione          | Squadra           | Campionato        | Campionato | Campionato | Coppe nazionali | Coppe nazionali | Coppe nazionali | Coppe continentali | Coppe continentali | Coppe continentali | Altre coppe | Altre coppe | Altre coppe | Totale | Totale |
| Stagione          | Squadra           | Comp              | Pres       | Reti       | Comp            | Pres            | Reti            | Comp               | Pres               | Reti               | Comp        | Pres        | Reti        | Pres   | Reti   |
| ----------------- | ----------------- | ----------------- | ---------- | ---------- | --------------- | --------------- | --------------- | ------------------ | ------------------ | ------------------ | ----------- | ----------- | ----------- | ------ | ------ |
| 2019-gen. 2020    | Spezia            | B                 | 1          | 0          | CI              | 0               | 0               | -                  | -                  | -                  | -           | -           | -           | 1      | 0      |
| gen.-giu. 2020    | Vis Pesaro        | C                 | 1          | 0          | CI-C            | -               | -               | -                  | -                  | -                  | -           | -           | -           | 1      | 0      |
| 2020-2021         | Vis Pesaro        | C                 | 18         | 0          | -               | -               | -               | -                  | -                  | -                  | -           | -           | -           | 18     | 0      |
| Totale Vis Pesaro | Totale Vis Pesaro | Totale Vis Pesaro | 19         | 0          |                 | -               | -               |                    | -                  | -                  |             | -           | -           | 19     | 0      |
| 2021-2022         | Imolese           | C                 | 35+2       | 5          | CI-C            | 2               | 1               | -                  | -                  | -                  | -           | -           | -           | 39     | 6      |
| 2022-2023         | Bari              | B                 | 31+4       | 3+1        | CI              | 2               | 0               | -                  | -                  | -                  | -           | -           | -           | 37     | 4      |
| 2023-2024         | Sampdoria         | B                 | 14+1       | 1          | CI              | 1               | 0               | -                  | -                  | -                  | -           | -           | -           | 16     | 1      |
| 2024-2025         | Sampdoria         | B                 | 25+1       | 0          | CI              | 3               | 0               | -                  | -                  | -                  | -           | -           | -           | 29     | 0      |
| 2025-2026         | Sampdoria         | B                 | 0          | 0          | CI              | 1               | 0               | -                  | -                  | -                  | -           | -           | -           | 1      | 0      |
| Totale Sampdoria  | Totale Sampdoria  | Totale Sampdoria  | 39+2       | 1          |                 | 5               | 0               |                    | -                  | -                  |             | -           | -           | 46     | 1      |
| Totale carriera   | Totale carriera   | Totale carriera   | 133        | 10         |                 | 9               | 1               |                    | -                  | -                  |             | -           | -           | 142    | 11     |